# Deutsche Gesellschaft für Online-Forschung
Die Deutsche Gesellschaft für Online Forschung e.V. (DGOF) ist Europas größte internationale Fachgesellschaft zur Entwicklung und Förderung der Online-Forschung. Sie ist in Deutschland als gemeinnütziger Verein eingetragen. Ihre Geschäftsstelle befindet sich in Köln.

## Aufgabe und Ziele der DGOF
Die Deutsche Gesellschaft für Online-Forschung (DGOF) setzt sich für die Etablierung und Weiterentwicklung der Online-Forschung sowie für die Belange der Online-Forscher in Deutschland ein. Online-Forschung reicht vom Einsatz onlinebasierter Datenerhebungsmethoden (z. B. mittels Webbefragung in Online-Panels), über mobile Forschung mit Smartphones, Tablets und Wearables bis hin zur Sammlung und Analyse von Social Media Daten, administrativen Daten, Daten aus passiven Messungen und anderen Big-Data-Quellen.
Das Ziel der DGOF war bei ihrer Gründung zunächst die Steigerung der Akzeptanz und die kritische Diskussion und Weiterentwicklung der Methoden zur Erhebung von Daten mit Hilfe des Internet als gleichberechtigte Methode im Kanon der klassischen Forschungsansätze. Daraus ergibt sich auch der Zweck der DGOF, ein Forum zu schaffen für Personen und Institutionen, die sich mit Methoden, Anwendungen und Ergebnissen der Online-Forschung beschäftigen. Die DGOF trägt auf diese Weise zur wissenschaftlichen Erforschung des Internet innerhalb der Sozial-, Verhaltens- und Wirtschaftswissenschaften bei.
Heute ist die DGOF ist ein Verband, der sich um die Belange der Akteure im Kontext der Online-Forschung kümmert. Die DGOF versteht sich als Brücke zwischen verschiedenen Disziplinen, die Methoden der Online-Forschung einsetzen (z. B. Soziologie, Psychologie, Politikwissenschaft, Wirtschaftswissenschaften, Markt- und Meinungsforschung, Data Science) und fördert den Transfer zwischen Wissenschaft und Praxis.

## Geschichte der DGOF
Die DGOF wurde von Pionieren der Online-Forschung – Wolfgang Bandilla, Bernad Batinic, Michael Bosnjak, Ralf Geschke, Lorenz Gräf, Ulf-Dietrich Reips und Andreas Werner – gegründet. Die Idee zur Gründung eines Vereins zur Förderung der Online-Forschung entstand am Rande der Tagung "Cognition und Web", die 1996 unter Beteiligung der Gründungsmitglieder am Institut für Informatik und Gesellschaft der Universität Freiburg stattfand.
Formell wurde die Gründung der DGOF im März 1998 in Mannheim vollzogen.
Die Geschichte und das Wirken der DGOF ist auch eng mit der German Internet Research List (GIR-L) verbunden. Bei der GIR-L handelt es sich um eine im Mai 1996 von Andreas Werner und Bernad Batinic gegründete Mailingliste mit mehr als 1.200 eingeschriebenen Nutzern. Ziel der GIR-L ist die Diskussion über Sozial-, Kommunikations- und Marktforschungsfragen rund um das Internet. Aus der GIR-L heraus kam 1997 die Anregung zur ersten GOR-Konferenz. Aktuell wird die Mailingliste von Bernad Batinic betreut.

## Vorstand der DGOF
Der Vorstand der DGOF setzt sich aus aktuell sechs Personen zusammen: einem Vorsitzenden sowie fünf stellvertretenden Vorsitzenden inklusive einesSchatzmeisters (Stand: Mai 2024). Der Vorstand wird satzungsgemäß jeweils für zwei Jahre gewählt.

### Aktuelle Zusammensetzung des DGOF-Vorstands
- Otto Hellwig (Bilendi S.A.) Vorstandsvorsitzender und Schatzmeister
- Carina Cornesse (DIW Berlin) Stellvertretende Vorsitzende
- Simon Kühne (Universität Bielefeld) Stellvertretender Vorsitzender
- Stefan Oglesby (data IQ AG) Stellvertretender Vorsitzender
- Yannik Rieder (Janssen-Cilag GmbH) Stellvertretender Vorsitzender
- Bella Struminskaya (Utrecht University) Stellvertretende Vorsitzende

## Förderung der Online-Forschung in Wissenschaft und Praxis

### Wissenschaftliche Forschungsprojekte
Die DGOF fördert seit 2013 regelmäßig akademische Forschungsprojekte, die sich mit Themen und Fragestellungen der Online-Forschung befassen mit finanziellen Mitteln. Ein Antrag für diesen Online-Forschungsförderungsfonds kann einmal im Jahr zu dem auf der DGOF-Website angegebenen Termin eingereicht werden.
Darüber hinaus fördert die DGOF den wissenschaftlichen Nachwuchs mit der Vergabe des GOR Thesis Award. Dieser Preis wird – verbunden mit einer finanziellen Förderung – einmal im Jahr im Rahmen der GOR durch eine Fachjury vergeben. Prämiert werden besonders herausragende Abschlussarbeiten (Bachelorthesis, Masterthesis, Dissertation) aus dem Bereich der Online-Forschung.
Zusätzlich verleiht die DGOF einmal im Jahr den DGOF Best Paper Award. Prämiert werden herausragende Arbeiten, die einen grundlegenden wissenschaftlichen Bezug zur Methoden-Weiterentwicklung in der Online-Forschung leisten. Der Award ist mit einem Preisgeld dotiert und kann sowohl an einen einzelnen Forschenden als auch an eine Forschungsgruppe vergeben werden. Einreichungen müssen über ein Formular auf der DGOF-Webseite erfolgen. Fristen sowie Einreichformalia sind ebenfalls über die Webseite der Gesellschaft einsehbar.

### Mitarbeit an Standards und Normen der internationalen Markt- und Sozialforschung
Die DGOF hat zusammen mit anderen Verbänden der Markt- und Sozialforschung Regelwerke herausgegeben, unter anderem die Richtlinie für Online-Befragungen, an deren Entwicklung die DGOF maßgeblich mitgewirkt hat.
Ebenfalls beteiligt war die DGOF bei der Entwicklung der weltweit gültigen ISO-Norm ISO 20252:2019 Markt-, Meinungs- und Sozialforschung einschließlich der Erkenntnisgewinnung durch Datenanalyse, in der die bisherige Norm ISO 26362 Access panels in market, opinion and social research -- Vocabulary and service requirements. vollständig aufgegangen ist. Aus der ISO 19731 Digital analytics and web analyses in market, opinion and social research -- Vocabulary and service requirements., an deren Entwicklung die DGOF auch beteiligt war, sind ebenfalls einige Inhalte in die ISO 20252 übertragen worden. Die Norm besteht jedoch weiterhin eigenständig.

### Veröffentlichungen
Die DGOF hat seit ihrer Gründung zahlreiche wissenschaftliche Veröffentlichungen und Buchprojekte im Bereich der Online-Forschung unterstützt. Die eigene, aus 15 Bänden bestehende Buchreihe Neue Schriften zur Online-Forschung erschien von 2007 bis 2018 im Herbert Van Halem Verlag erschienen.
Seit 2019 veröffentlicht die DGOF digitale Kompendien zu aktuellen Themen der Online-Forschung mit Fachbeiträgen von Experten und Expertinnen aus der Branche:
- Band 1: (Intelligentes) Text Mining in der Marktforschung, herausgegeben von Stützer, C. M., Wachenfeld-Schell, A. und Oglesby, S. Köln 2019, ISBN (PDF): 978-3-9815106-8-3
- Band 2: Data Visualization in Social Science and Market Research, herausgegeben von Tabino, O., Stützer, C. M. und Wachenfeld-Schell, A. Köln 2021, ISBN (PDF): 978-3-9822985-0-4

Unter dem Titel GARAGE - Der DGOF Podcast bringt die DGOF seit 2020 in regelmäßigen Abständen Podcast-Folgen heraus. Zwei Moderatoren-Teams sprechen abwechselnd mit Experten aus der Markt- und Sozialforschung. Aktuell sind 16 Folgen erschienen (Stand: März 2022):
- 1. Folge: "Kurze Geschichtsstunde" mit Bernad Batinic (erschienen am 29.01.2020)
- 2. Folge: Ohne Motiv kein Mord - Ein Gespräch mit Joost van Treeck über psychografisches Targeting (erschienen am 26.02.2020)
- 3. Folge: "Durch Do-it-yourself-Research wird keiner arbeitslos" - Ein Gespräch mit Gunnar Grieger (erschienen am 24.03.2020)
- 4. Folge: "Verstehen, was Konsumenten denken, nicht nur, was sie sagen" - Ein Gespräch mit Jonathan T. Mall (erschienen am 29.04.2020)
- 5. Folge: Gekommen, um zu bleiben! Ein Gespräch mit Till Winkler über UX Research (erschienen am 26.05.2020)
- 6. Folge: "1000 Wörter oder 1000 Bilder machen einen großen Unterschied" - Ein Gespräch mit Mohini Krischke-Ramaswamy über qualitative Online-Forschung (erschienen am 29.07.2020)
- 7. Folge: "Ich sehe mich als Datenagnostikerin" - Ein Gespräch mit Gabriele Herrmann-Scharnberg von Kantar (erschienen am 3.09.2020)
- 8. Folge: Voraussetzung ist die Neugier auf Menschen - Ein Gespräch mit Claudia Schreyer über die FAMS (erschienen am 30.09.2020)
- 9. Folge: Von Respekt und Sinnhaftigkeit in der Marktforschung - Ein Gespräch mit Sandra Gärtner (erschienen am 17.11.2020)
- 10. Folge: Es sind genug Daten für alle da - Ein Gespräch mit Christina Elmer (erschienen am 1.03.2021)
- 11. Folge: Der Werkzeugkasten der CX - Ein Gespräch mit Sebastian Syperek (erschienen am 8.04.2021)
- 12. Folge: Ein Gespräch mit Tristan Brümmer und Geoffrey Hildbrand über "Customer Insights Driven Business" (erschienen am 2.06.2021)
- 13. Folge: Ein Blick unter die "Motorhaube" der Online-Forschung: Florian Keusch und Alexandra Wachenfeld-Schell vom DGOF-Vorstand über die GOR 21 (erschienen am 5.08.2021)
- 14. Folge: "Wir sind uns unserer Verantwortung bewusst" - Ein Gespräch mit Steve Liek und Tim Tschapek (erschienen am 31.08.2021)
- 15. Folge: "Gute Lehre ist ein Aushandlungsprozess" - Ein Gespräch mit Hochschulforscher Philipp Pohlenz (erschienen am 5.11.2021)
- 16. Folge: "Marktforschungsdaten haben einen großen Einfluss auf uns alle!" - Ein Gespräch mit Florian Kögl (erschienen am 24.02.2022)

## Veranstaltungen

### General Online Research (GOR) Konferenz
Seit 1998 veranstaltet die Gesellschaft jährlich die General Online Research (GOR) Konferenz (bis einschließlich 2004 noch unter dem Namen "German Online Research"). Die GOR ist eine internationale Fachtagung zu Themen der Online-Forschung.
Nachfolgend sind die Tagungsorte der GOR und in Klammern jeweils die lokalen Organisatoren der jeweiligen Tagung aufgeführt.
- 2024: Berlin (Rheinische Fachhochschule Köln: Christian Bosau)
- 2023: Kassel (Universität Kassel: Bettina Langfeldt)
- 2022: Berlin (Hochschule für Technik und Wirtschaft Berlin: Holger Lütters)
- 2021: Online (in Kooperation mit der Hochschule für Technik und Wirtschaft Berlin: Holger Lütters)
- 2020: Online (in Kooperation mit der Hochschule für Technik und Wirtschaft Berlin: Holger Lütters)
- 2019: Köln (Technische Hochschule Köln)
- 2018: Köln (Technische Hochschule Köln)
- 2017 Berlin (Hochschule für Technik und Wirtschaft Berlin: Holger Lütters)
- 2016: Dresden (Technische Universität Dresden)
- 2014 und 2015: Köln (Fachhochschule Köln)
- 2013: Mannheim  (Duale Hochschule Baden-Württemberg)
- 2012: Mannheim  (Duale Hochschule Baden-Württemberg)
- 2011: Düsseldorf (Heinrich-Heine Universität)
- 2010: Pforzheim (Hochschule Pforzheim: Elke Theobald, Christa Wehner)
- 2009: Wien (Universität Wien: Verband der Marktforscher Österreichs, Österreichische Werbewissenschaftliche Gesellschaft und Expertenforum Onlineforschung)
- 2008: Hamburg (Universität Hamburg und EARSandEYES: Frank Lüttschwager)
- 2007: Leipzig (Universität Leipzig: Martin Welker)
- 2006: Bielefeld (TNS Infratest)
- 2005: Zürich (Universität Zürich: Klaus Jonas und Ulf-Dietrich Reips)
- 2004: Duisburg (Universität Duisburg: Frank Faulbaum)
- 2002: Stuttgart (Universität Hohenheim: Michael Schenk, Claudia Mast und Barbara Pfetsch)
- 2001: Göttingen (Universität Göttingen: Margarete Boos)
- 1999: Nürnberg (Universität Erlangen-Nürnberg: Bernad Batinic und Klaus Moser)
- 1998: Mannheim (Universität Mannheim: Wolfgang Bandilla und Michael Bosnjak)
- 1997: Köln (Universität Köln: Lorenz Gräf)

### Research plus
Neben der GOR veranstaltet die DGOF eine regionale Veranstaltungsreihe mit Namen Research plus. Ziel dieser regionalen Veranstaltungen rund um die Online-Forschung ist die Verbreitung innovativer Forschungsideen und eine stärkere Vernetzung der Forschenden in einer Region. Für jeden Abend wird ein individuelles Programm mit drei bis vier Impulsvorträgen zusammengestellt. Die Teilnahme an den Veranstaltungen ist nach Anmeldung möglich und wird durch Sponsoren unterstützt. Die Research plus findet in Berlin, Frankfurt, Hamburg, Köln, Mannheim, München und Nürnberg regelmäßig statt (Stand März 2022). Zusätzlich wurde während der Corona-Pandemie die Research plus auch online durchgeführt.

### DGOF Workshops
DGOF Workshops sind eine Veranstaltungsreihe rund um die Themen Innovation und Digitalisierung der Markt- und Sozialforschung an. In den Workshops werden detaillierte und fundierte Informationen zu neuen, innovativen Methoden und digitalen Entwicklungen gegeben und praxisnah erläutert. So werden den Teilnehmern die notwendigen Kenntnisse vermittelt, um im Bereich der angewandten Online-Forschung up-to-date zu sein.
Die Veranstaltungen sollen es Interessierten ermöglichen, mit Hilfe von Experten, die sich bereits jetzt mit derartigen neuen Entwicklungen in der Online-Forschung beschäftigen, schnell einen Überblick über neue Forschungsmethoden und zentrale Themen im digitalen Bereich zu gewinnen oder auch dieses Wissen zu vertiefen.
Die Workshops finden an unterschiedlichen Orten in Deutschland statt. Sie richten sich an Berufsanfängern wie auch an erfahrene Online-Forschende.

## Organisation

### Vereinsmitglieder und Struktur
Die DGOF hat 221 Mitglieder (Stand März 2022). Die Mehrheit der Mitglieder sind persönliche Mitglieder aus den wissenschaftlichen und angewandten Bereichen der Markt- und Sozialforschung. Daneben hat die DGOF auch korporative Mitglieder (41 korporative Mitglieder, Stand März 2022). Dabei handelt es sich um Marktforschungsinstitute, Softwareanbieter und Online-Panel-Betreiber. Vier weitere Mitglieder sind Forschungsinstitute aus dem Hochschulbereich. Darüber hinaus ist der IT-Sicherheitsverband TeleTrusT Deutschland e.V. assoziiertes Mitglied der DGOF.
Die Vereinsleitung setzt sich aus einem sechsköpfigen Vorstand zusammen. Der Vorstand wird alle zwei Jahre von der Mitgliederversammlung gewählt. Mitglieder des Vorstands sind (Stand März 2019): Otto Hellwig (Vorsitzender), Alexandra Wachenfeld-Schell, Bella Struminskaya, Cathleen Stützer, Florian Keusch und Stefan Oglesby (jeweils stellvertretende Vorsitzende). Die Geschäftsstelle der DGOF befindet sich in Köln. Bis April 2017 war die Geschäftsstelle der DGOF in Hürth.

### Kooperationen mit Verbänden und Vereinen der Markt- und Sozialforschung
Die DGOF unterhält Kontakte mit verwandten Verbänden und Vereinen, insb. ADM, ASI und BVM. Die vier genannten Verbände haben als zentrale Institutionen der deutschen Markt- und Sozialforschung die Erklärung für das Gebiet der Bundesrepublik Deutschland zum ICC/ESOMAR Internationalen Kodex für die Markt- und Sozialforschung verfasst. Darin werden die berufsethischen Prinzipien und berufsständischen Verhaltensregeln als Bestandteil der Berufsgrundsätze und Standesregeln der deutschen Markt-, Meinungs- und Sozialforschung definiert, welche immer zu beachten sind, wenn Untersuchungen der Markt-, Meinungs- und Sozialforschung in Deutschland oder von Deutschland aus durchgeführt werden. Die Mitglieder der DGOF verpflichten sich im Rahmen ihrer Mitgliedschaft, diese Berufsgrundsätze und Standesregeln einzuhalten (§3, Abschnitt 2. der Satzung der DGOF).
Gemeinsam mit der DGOF haben die Verbände ADM, BVM und ASI auch den Rat der Deutschen Markt- und Sozialforschung e.V. eingerichtet. Dabei handelt es sich um eine Beschwerdestelle, welche die Einhaltung der Berufsgrundsätze und Standesregeln prüft und Verstöße sanktioniert. An diese Beschwerdestelle kann sich jeder wenden, der in einem konkreten Fall der Ansicht ist, dass sich eine marktforschende Institution nicht an die Berufsgrundsätze und Standesregeln hält. Das betrifft zum Beispiel den Fall von Werbeanrufen, die unter dem Vorwand von Marktforschung durchgeführt werden. Der Rat der Deutschen Markt- und Sozialforschung prüft die Beschwerde und kann – wenn die Beschwerde nach Ansicht des Rates berechtigt ist – Sanktionen gegen die betroffene Institution verhängen.
Die DGOF kooperiert darüber hinaus mit der wissenschaftlichen Fachgesellschaft der Medien- und Kommunikationswissenschaft in Deutschland, der DGPuK, u. a. in Form von Doktorandenworkshops.